# Mambotron
Mambotron är det tredje studioalbumet av den galiciska gruppen Unicornibot, utgivet den 11 september 2013 på skivbolaget Matapadre. Det var spelade in i inspelningsstudion Brazil, i Rivas-Vaciamadrid, på maj 2013.

## Låtlista
| Nr  | Titel                     | Längd |
| --- | ------------------------- | ----- |
| 1.  | Pupitas                   | 2:14  |
| 2.  | Song de Amores            | 2:31  |
| 3.  | Almax Puro Style          | 2:28  |
| 4.  | Sabarís Club              | 2:39  |
| 5.  | Paracertelamol            | 2:31  |
| 6.  | Niños Niños Futuro Futuro | 2:45  |
| 7.  | David Contra Salsón       | 2:47  |
| 8.  | Titichin' Totochin'       | 2:52  |
| 9.  | Liceo Mutante             | 2:39  |
| 10. | LK Inmunitas              | 2:52  |
| 11. | Premonición               | 4:47  |